# Cousiniopsis atractyloides
Cousiniopsis atractyloides (C.Winkl.) Nevski – gatunek roślin z roślin z monotypowego rodzaju Cousiniopsis z rodziny astrowatych. Występuje na półpustynnych stepach Azji Środkowej (w Afganistanie, Turkmenistanie, Uzbekistanie i Tadżykistanie).

## Morfologia
PokrójNiewielkie, do 25 cm wysokości, rozgałęziające się od nasady, kolczaste rośliny jednoroczne.
LiściePierzastowcinane i kolczaste.
KwiatyZebrane po ok. 20 w gęstokwiatowe koszyczki o średnicy 7–10 mm, które w liczbie jednego-dwóch wyrastają u nasady pędu i dwóch w górnej jego części. Wsparte są one liściopodobnymi, kolczastymi podsadkami. Listki okrywy wewnętrzne z brązowym, błoniastym przydatkiem, zewnętrzne z podzielonymi kolcami o długości 2 mm. Dno koszyczków pokryte gęstymi lancetowatymi szczecinkami. Korony kwiatów nitkowato cienkie, niebieskie, z ząbkami korony wywiniętymi na zewnątrz. Nitki pręcików nagie. Szyjka słupka rozwidlona.
OwoceSilnie owłosione niełupki z puchem kielichowym w postaci dwóch pierścieni krótkich, błoniastych łusek.

## Systematyka
Gatunek z monotypowego rodzaju roślin z rodziny astrowatych z podrodziny Carduoideae, plemienia Cardueae Cass. i podplemienia Cardopatiinae Less. (1832). W obrębie plemienia jeden z dwóch rodzajów, siostrzany dla Cardopatium Juss.